# Вечерње новине
Вечерње новине, су биле независни дневни лист, основан 1883. године у Београду. Власник и оснивач био је Љуба Бојовић (Брка). Од 1895. излазе као Вечерње новости, а од 1913. као Новости.  Извесно време сматране су као Либерални лист Стојана Рибарца. Обновљене су 26. октобра 1918. без поднаслова, као дневик, ћирилицом. Излазиле су и 1919, када их је власник продао, да се из њих појаве Новости (1922—1929).